# Pauvre Sydney !
Pauvre Sydney !   est une série de comics créée par Charles Forsman. Initialement auto-publiée sous forme de série dans un fanzine, Pauvre Sydney ! a ensuite été publiée en un seul comic book par Fantagraphics Books. En 2018 la série a été traduite en français chez L'Employé du Moi.
Le Comics a été adaptée en une série télévisée , I Am Not Okay with This, diffusée sur Netflix depuis le 26 février 2020.

## Synopsis
Comme beaucoup d'adolescents de son âge, Sydney ne se reconnaît pas dans le monde qui l'entoure et se pose beaucoup de questions. À quinze ans, Sydney est petite, maigre, introvertie, et n'a rien à l'heure de la puberté. Après la mort de son père, Sydney vit seule avec sa mère et son jeune frère dans la maison familiale, en banlieue.

## Personnages
- Sydney Novak
- Maggie Novak
- Liam Novak
- Dina

## Parutions

### Version originale
- I Am Not okay With This

### Version française
- Pauvre Sydney !, avec 176 planches[2].

## Adaptation télévisée
Le comics a été adapté en une série télévisée diffusée sur Netflix le 26 février 2020